# Peter W. Schramm
Peter W. Schramm (23 de diciembre, 1946 – 16 de agosto, 2015) fue un estudioso y especialista en política estadounidense. Schramm fue profesor de Ciencia Política en la Universidad de Ashland y Director Ejecutivo del Centro Ashbrook para Asuntos Públicos en Ashland, Ohio.

## Comienzos
Peter Schramm nació en Hungría en 1946, durante la ocupación soviética. Su padre huyó con su familia a Estados Unidos durante la Revuelta húngara de 1956, y explicó a su hijo de 10 años que, "nacimos norteamericanos, pero en el lugar equivocado." Schramm ha hecho referencia a sus años de juventud y conversaciones con su padre en varios artículos, derivando de ello una filosofía de Estados Unidos y la idea norteamericana qué ha definido gran parte de sus investigaciones académicas.

## Educación
Al llegar a Estados Unidos Schramm concurrió a la escuela secundaria Hollywood en Hollywood, California  (a pesar de que no sabía hablar inglés). Obtuvo un BA de la Universidad California State Northridge, y dos Masters, el primer en Gobierno de la Claremont Graduate School y el segundo en Historia Internacional de la Escuela de Economía y Ciencia Política de Londres. En 1981 obtuvo su Ph.D. en Gobierno de la Claremont Graduate School.

## Carrera
A comienzos de su carrera, Schramm fue Presidente del Instituto Claremont para el Estudio del Gobierno y Filosofía Política en Claremont, California, hasta que el instituto enfrentó problemas financieros. Posteriormente trabajó durante la Administración Reagan como Director del Centro para Educación Internacional en el Departamento de Educación de los Estados Unidos. Regresando al ámbito académico Schramm trabajó como Profesor de Ciencia Política en la Universidad Ashland y fue Director de Programas Especiales del Centro Ashbrook para Asuntos Públicos en 1987. Fue Director Ejecutivo del Centro Ashbrook en 1995 luego de la dimisión de Charles Parton.  En el 2006, asumió como Presidente del Master de Historia norteamericana y del Programa de Gobierno en la Universidad de Ashland, programa que ayudó a crear. Dictó clases en cursos sobre pensamiento político norteamericano, Abraham Lincoln, Shakespeare y el "Ser humano y Ciudadano."
Schramm proporcionó un comentario diario sobre los acontecimientos actuales en el weblog del Centro Ashbrook para Asuntos Públicos, Ninguna Vuelta Izquierda. Editó y aportó en diversos libros, incluyendo, Derecho Natural y Derecho Político, La Elección de 1984 y el Futuro de Política Norteamericana, Lecciones de la Derrota de Bush, Partidos Políticos norteamericanos y Política Constitucional, Consecuencias de la victoria de Clinton, Separación de Poderes y buen Gobierno, Historia del Pensamiento Político norteamericano, La Guía a la Constitución, Por qué Coolidge es importante, Booker T. Washington: Un Re-Examen y escribió la Introducción a Abraham Lincoln: Una Biografía (Madison Libros, 1996). Dio presentaciones en la Fundación de Patrimonio, la Universidad de Stanford y el Congreso Conservador Internacional en Washington, D.C.
Fue socio senior del Instituto Claremont y presidente de la Sociedad Filadelfia.

## Reconocimiento
Schramm fue distinguido por el Servicio de Ciudadanía e Inmigración de los Estados Unidos en el 2007 como un "norteamericano excepcional por elección."